# Recording Industry Association of America

Logo RIAA

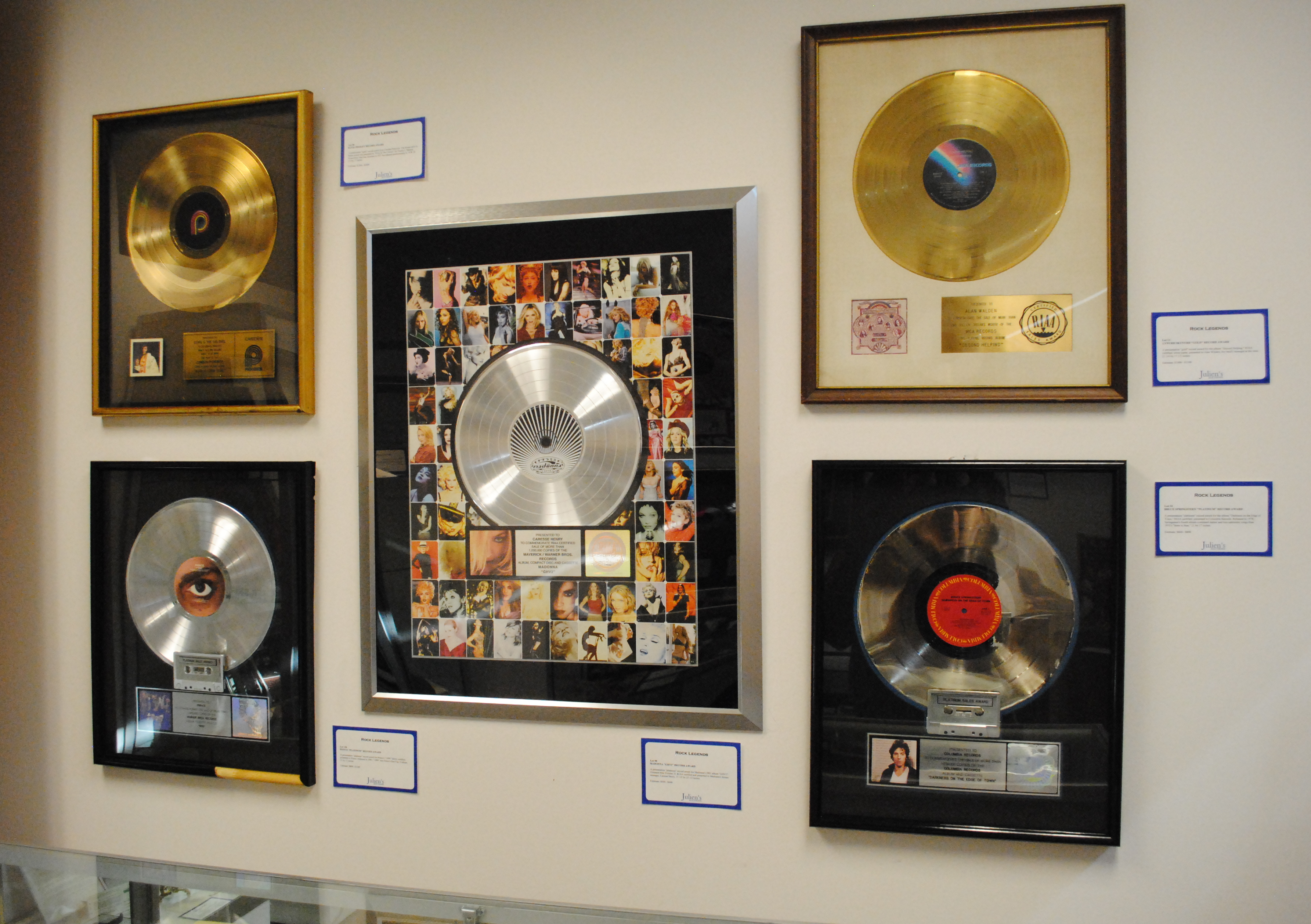
Certyfikaty przyznane przez zrzeszenie Recording Industry Association of America

Recording Industry Association of America (RIAA) – zrzeszenie amerykańskich wydawców muzyki. Zajmuje się ochroną praw wydawców utworów muzycznych, promując rozwiązania legislacyjne i techniczne w tym zakresie (m.in. Digital rights management). Jedną z form działalności organizacji jest śledzenie naruszeń praw producentów muzycznych przez użytkowników Internetu.
Aktualnym prezesem RIAA jest Cary Sherman.
Zyski i straty w kolejnych latach:
| Rok  | Wydatki na prawników [mln $] | Wydatki na „operacje śledcze” [mln $] | Zwrot inwestycji [$] |
| ---- | ---------------------------- | ------------------------------------- | -------------------- |
| 2006 | 19                           | 3,6                                   | 455 000              |
| 2007 | 21                           | 3,5                                   | 515 929              |
| 2008 | 16                           | 0,9                                   | 391 000              |